# 哲学

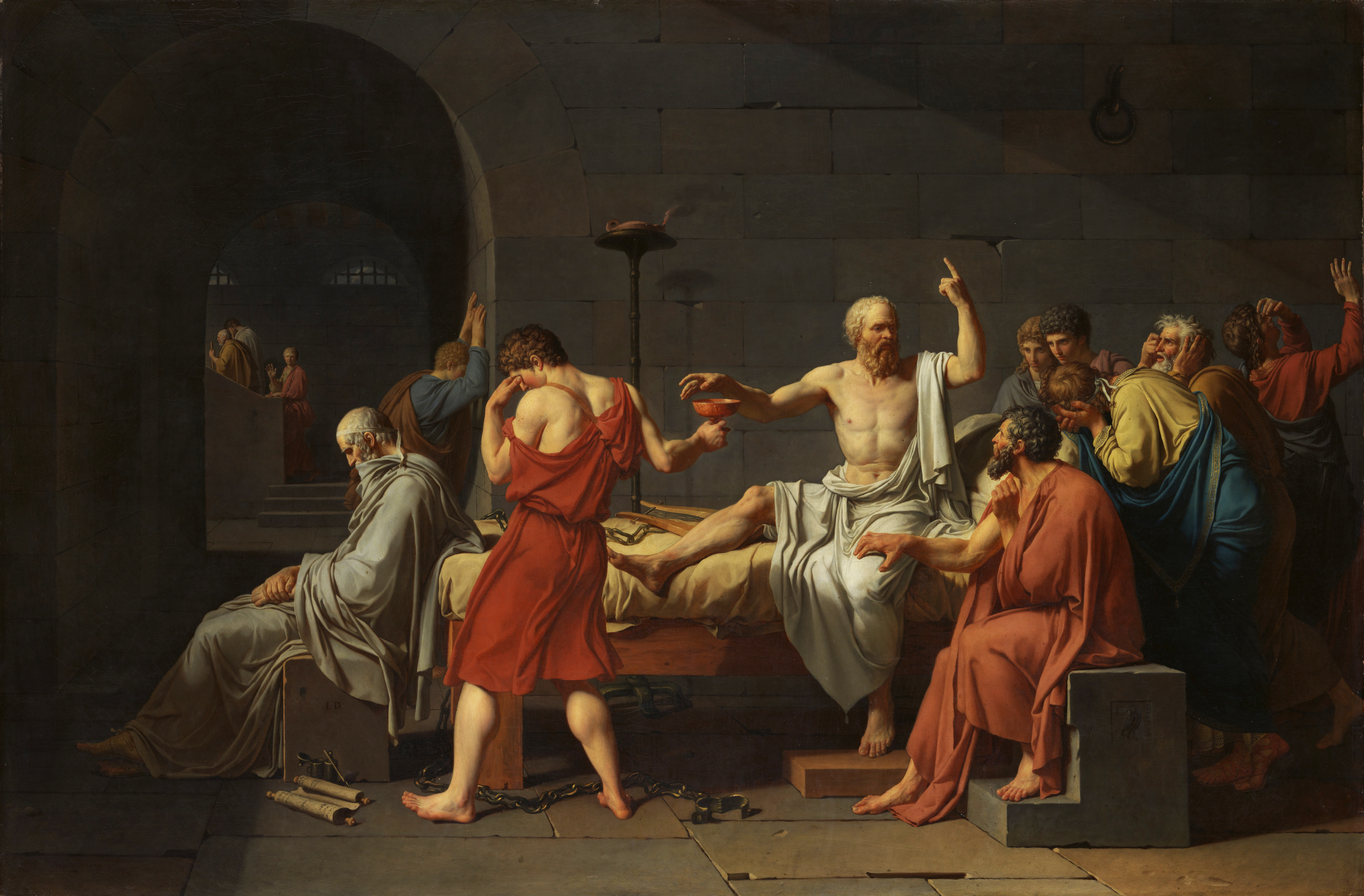
蘇格拉底之死，由雅克·路易·大卫所繪（1787年）

哲學是研究普遍的、基本问题的学科，包括存在、知识、价值、理智、心灵、语言、人生、道德等领域。哲学与其他学科不同之處在於哲學有獨特之思考方式，例如批判的方式、通常是系统化的方法，并以理性论证為基礎。从历史上看，许多单独的学科，例如物理学、生物学等自然科学，或法学、政治学、心理学等社会科学，都曾被视作哲学的一部分或其分支学科。直至其得到后续发展后，才逐渐被视作现代意义上的独立学科。
哲学的词义在现代末期发生了变化，成为了今天常见的、更狭隘的含义。在这个新意义上，该术语主要与形而上学、认识论、伦理学和美学等哲学学科相关。除其他主题外，它涵盖了对现实、知识和价值观的理性研究。然而，它不同于其他理性探究学科，例如经验科学和数学。

## 词源
英語詞語源于古希臘語中的，意思為「愛智慧」，有时也译为「智慧的朋友」，该词由（philos，爱）的派生词（philein，去爱）和（sophia，智慧）组合而成。一般认为，古希腊思想家毕达哥拉斯最先在著作中引入“哲学家”和“哲学”这两个术语。
“哲”一词在中国古代指那些善于思辨、学问精深者，如“孔门十哲”、“古圣先哲”等，“哲”或“哲人”意义类似西方近世所谓“哲学家”、“思想家”。1874年，日本啟蒙家西周，在《百一新論》中首先用漢语词「哲學」來翻譯「philosophy」一詞。哲学中的形而上学（英语：metaphysics）的中文名稱取自《易經·繫辭上傳》「形而上者谓之道，形而下者谓之器」一語。

## 哲学的概念

### 哲学的定义
哲学家们对哲学本身的定义存在分歧。没有共同的共识，这归因于哲学本身的性质是一个开放的哲学问题。许多伟大的哲学家，如柏拉图、黑格尔等，对问题“什么是哲学？”提出了答案，但这些答案在今天不太可能被广泛接受。其中一个原因是哲学的本质本身就是一个哲学问题，因此不应期望得到无争议的答案——如果哲学家们停止争论，哲学家的职业就将结束。
英国哲学家罗素对哲学的定义是：
|  | 哲学，就我对这个词的理解来说，乃是某种介乎神学与科学之间的东西。它和神学一样，包含着人类对于那些迄今仍为科学知识所不能肯定之事物的思考；但它又像科学一样，是诉之于人类的理性而不是诉之于权威的，不论是传统的权威还是启示的权威。一切确切的知识（罗素认为）都属于科学；一切涉及超乎确切知识之外的教条都属于神学。但介乎神学与科学之间还有一片受到双方攻击的无人之域，這片无人之域就是哲学。 |

胡適在《中国哲学史大纲》中称「凡研究人生切要的问题，从根本上着想，要寻一个根本的解决：这种学问叫做哲学」。
雖然哲學源自西方的傳統，但許多文明在歷史上都存在著一些相似的論題。東亞和南亞的哲學被稱之為東方哲學，而北非和中東則因為其和歐洲密切的互動，因此常被視為是西方哲學的一部份。
對哲學的主題亦存在許多看法。一些人認為哲學是對問題本身過程的觀察。
- 後現代主義把哲學定義為創造概念的學術。
- 哲学所涉及的研究范畴是其它学科的总和，它给出对世界本质的解释，在很大程度上影响着接受者的世界观。
- 哲学是研究范畴及其相互关系的一门学问。范畴涉及到一门学科的最基本的定義、概念和内容，哲学具有一般方法论的功能。
- 哲學和其他陈述問題方法的差異是有批判性的、有代入問題的方法以及以理性為答案的辯論。

### 研究基礎
古希臘哲學家經常提出問題，他們所提出的問題大概可以歸類為三類，這三類問題分別形成了哲學的基礎學科——分别是形而上学、伦理学、认识论  。
现代哲学上出現"不要求精确理由"之哲学理論，例如"虛假"(认定本质不可知)，这种现象将不可知论(世界上终究有人不能理解的存在)的重要程度提高了。
自亚里士多德时代以来，在古典或者现代哲学当中，逻辑通常都扮演着重要的角色。特别是其提出的三段论，对西方哲学发展有着深远影响。

## 分支

### 主分支
哲學可以分为很多不同的分支，主要包括形而上學、知識論、倫理學、邏輯學和美學。
- 邏輯學
- 形而上學/宇宙論/本體論
- 認識論/知識論
- 倫理學/價值論
- 美學

### 特殊分支
这些分支是应用在其他学科，或者交叉学科的哲学研究。
- 後設哲学
- 宗教哲学
- 心靈哲學
- 语言哲学
- 科学哲学
- 政治哲学
- 法律哲學
- 道德哲學
- 人生哲學

## 歷史
很多人类社群思考过哲学问题并且互相学习建立了各种哲学流派。
东方哲学是通过每个地区的历史时期来组织的。西方哲学一般可以分为三个或更多时期，最重要的是古典哲学、中世纪哲学和近代哲学。

### 古典哲学

#### 古印度
印度哲學的歷史源遠流長，早在吠陀時代已經開始，至公元前6世紀為全盛時期。當時古印度的思想百花齊放，其中最著名的包括佛教創始人釋迦牟尼佛、耆那教創始人笩駄摩那、阿耆多·翅舍欽婆羅、波拘陀·迦旃延、富蘭那·迦葉、數論派等。

#### 中国
中國哲學的主要部分起源東周時期，当时以诸子百家广为人知，以孔子的儒家、老子的道家、墨子的墨家及晚期的法家為代表，还有一些流派例如农家、阴阳家和名家在之后则名声不显。在秦朝焚书坑儒后除了法家、儒家、道家外其他流派都不再活跃。在當代，中國哲學仍然在亞洲文化扮演一定作用，但是學理上仍在爭辯中國哲學是否應歸為哲學。
如牟宗三曾對哲學下定義:「凡是對人性的活動所及，以理智及觀念加以反省說明的，便是哲學。」牟宗三認為，中國有數千年文化史，確有哲學。只是中國哲學重視主體性，西方重視客體性。因此如果以西方的邏輯和知識論等對哲學下定義，中國沒有這些。但如果以主體性方向對哲學下定義，中國文化就擁有哲學。反之西方對人生的哲學多表現在文學、藝術、音樂等等。就以西方哲學史來說，沒有一章特別談及耶穌。

#### 古希腊-罗马

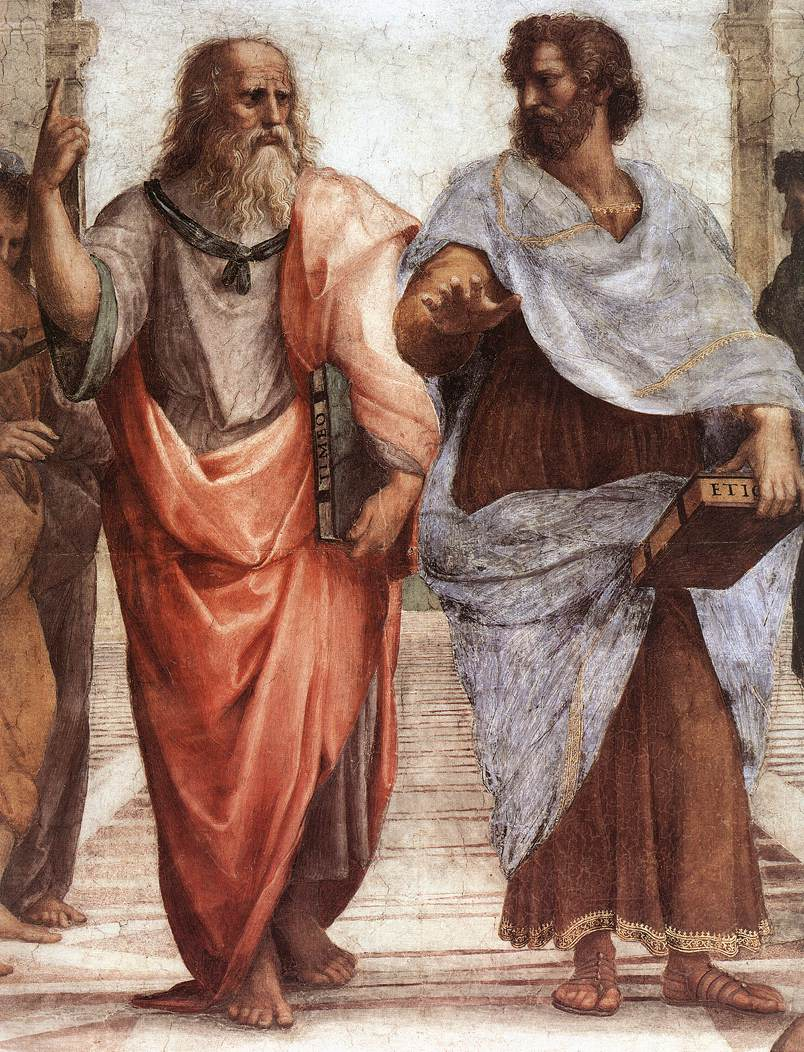
柏拉图（左）和亚里士多德（右）：裁剪自雅典學院，拉斐尔·圣齐奥作，1509

古希腊-罗马哲学是西方哲学的一个时期，时间为公元前6世纪[约585]到公元6世纪。它一般被分为三个时期：前苏格拉底时期、柏拉图和亚里士多德的古典希腊时期、和后亚里士多德（或希腊化）时期：有时候会把新柏拉图主义和基督教哲学家们的古典时代晚期加入作为第四个时期。

##### 前苏格拉底时期
在公元前6世纪的希腊，西方哲学就从古代神话和诗歌中脱颖而出，逐步开始对宇宙的组成以及本源的思考而开始了独立发展。前苏格拉底时期的自然派哲學家们多关注自然界，被認為是西方最早的哲學家，不管他們認識以及解释世界的方式是否正確，但是他們的想法之所以有別於迷信的原因在於，這些哲學家是以理性輔佐證據的方式歸納出自然界的现象。诸如：
- 米利都学派，其代表有最早的哲学家泰勒斯，阿那克西曼德和阿那克西米尼以及色诺芬尼。皆是一元论者，即世界万物皆来自一个本源。如泰勒斯的“水”，阿那克西曼德的“无限物”，阿那克西米尼的“气”，而色诺芬尼发展了阿那克西米尼学说，提出神主宰一切，并主张一神论。
- 伊利亚学派，其代表有巴门尼德和芝诺。巴门尼德提出一个重要的理论：无不能生有，有不能变无，则一切运动变化都是不存在。爱利亚的芝诺进一步发展了老师的理论，即世界只有“存在”，而没有“不存在”，只有“一”，而没有“多”，因此，世界是不变的。
- 赫拉克利特，他强调“变”。认为变才是真实的，而永久的不变是不存在的（万物流变）。他便向外界宣传自己的理论，世界是一团熊熊燃烧的火焰，火就是一切事物的本质。他更加暗示世界中的变存在着秩序和理性。
- 多元论者，如恩培多克勒提出的“四元素”；阿那克萨戈拉的“种子”，即粒子论；德谟克利特又指出了“原子”，即原子论等。皆认为变是若干物体的不同组合。

公元前5世纪中期，普罗泰戈拉和高尔吉亚等所形成的辯士學派将研究的重点由自然转移到人类本身。认为“人才是万物之本”。他们都不相信有真正的存在和真理。普罗泰戈拉认为是非善恶都是相对于人的感觉而言，而高尔吉亚却认为所有的都是同样的假，这是怀疑论的雏形。 
公元前6世纪末，以毕达哥拉斯为主的毕达哥拉斯学派所主张的哲学与前述的观点既相近又有不同。罗马古代的历史上记载毕达哥拉斯第一个称自己为哲学家，或者说是爱智慧。他认为“一切都是数字”。其意思就是说一切事物的实质和结构都是它们所包含的数字关系所决定的。他称平均、秩序和调和是宇宙的三大基调，并以音乐的调和说明宇宙的调和。他所在的学派将宇宙总结为十种性质相异的组合：有限与无限、奇与偶、少与多、左与右、男与女、静与动、直与曲、光明与黑暗、善与恶、方与圆。至此之后，数学的本质及其地位，一直都是哲学的主要问题之一，数学不受观察和实验造成的不确定性影响，而且是通过纯粹的思想加以理解的。
其中关于变与不变的关系的争论，真实世界与直觉世界的差别，真理与意见的矛盾，导致产生了认识论的问题。

##### 古典希腊时期
在古典希腊时期西方哲学方法的关键特质被建立：依靠诉诸理性和论证，通过一种批判性的方法来接受或建立观点。这包括苏格拉底被称为蘇格拉底反詰法或“反驳论证”方法的辩证法，他主要用其来检验例如善良和公平正義的关键道德概念。这种方法将一个问题分解成一系列的疑问，在对疑问的回答中逐步提取想要找到的答案，其极大影响可以从现在使用的科学方法中看出，在科学方法中假说是第一个阶段。
苏格拉底没有直接教过人，但之后的柏拉图深受其影响。而其整个哲学思想来源于两大理论：其一，永远不要做坏事；其二，一个内心真正纯潔且正义的人绝不会做相反之事。他认为真理有其客观性，试图推翻智者们以个人主观感觉为真理的思想。然后提出德的概念，以作为人生行事的方向。对于道德是什么的问题，苏格拉底的回复为“知识即道德。”对于知识是何物的问题，他回答说知识是透过理性而得的概念。苏格拉底开创了认识论和伦理学，如此奠定了他的哲学地位。
古典希臘時期的哲学家中柏拉图和亚里士多德对后世的影响力最大，特别是柏拉图被认为是西方哲学的创始人。哲学家阿爾弗雷德·諾思·懷特黑德评价柏拉图：“欧洲哲学传统最被普遍公认的特点，就是它包含了一系列对柏拉图的注脚。我的意思不是怀疑学者们系统体系的思想是提取自柏拉图的著作。我暗示的是那些他们散落的一般思想的财富。”換言之即使數千年後，人們依舊在試著回答他所提出的問題，這也代表著人們依然為這些問題或是這些問題所延伸的更多問題而感到困惑。
毕达哥拉斯的思想对柏拉图产生了显著的影响，并通过柏拉图影响了整个西方哲学。柏拉图和亚里士多德作为最早的古典希腊哲学家批判地引用了其它的一些“智者”，当时这些人在希腊被称为“辩士”并在毕达哥拉斯之前相当普遍。从他们的批判看来，在他们的古典时代一个在更高尚地、纯粹地“爱智慧”（真的哲学家）与那些更早更普遍的旅行教师——经常也通过自己的技艺来赚钱——之间的分水岭之后被建立。

##### 希腊化时代
亚里士多德死后，整个哲学界陷入了独立时期，称为希腊化哲学时期。因为整个社会和政治陷入混乱。这段时期产生了斯多葛学派和伊壁鸠鲁学派，以及怀疑主义派、新柏拉图派和新毕达哥拉斯主义。这些学派的共同特点是伦理化。斯多葛学派主要是顺应自然和自制。伊壁鸠鲁学派则是把快乐作为生活的本质和善的标准。而新柏拉图派和新毕达哥拉斯派都是带有宗教主义的哲学，并逐渐产生融化基督教和希腊哲学于一体的理论，即为后来的基督教哲学。
直到公元529年，罗马皇帝查士丁尼一世尼命令关闭雅典的柏拉图学院。J.B.伯里称一些余下的学院成员逃入了萨珊王朝首都泰西封。

#### 古印度
印度哲學是指起源於印度次大陸的哲學思想，包括印度教哲學、佛教哲學、耆那教哲學等，這些印度哲學具有一些共同且複雜的起源，都有有關佛法及業的主題，而且都希望達到個人的解放。這些哲學約在西元前一世紀到西元幾世紀的時間成形。

### 中世纪哲学（5-16世纪）

#### 中世纪欧洲

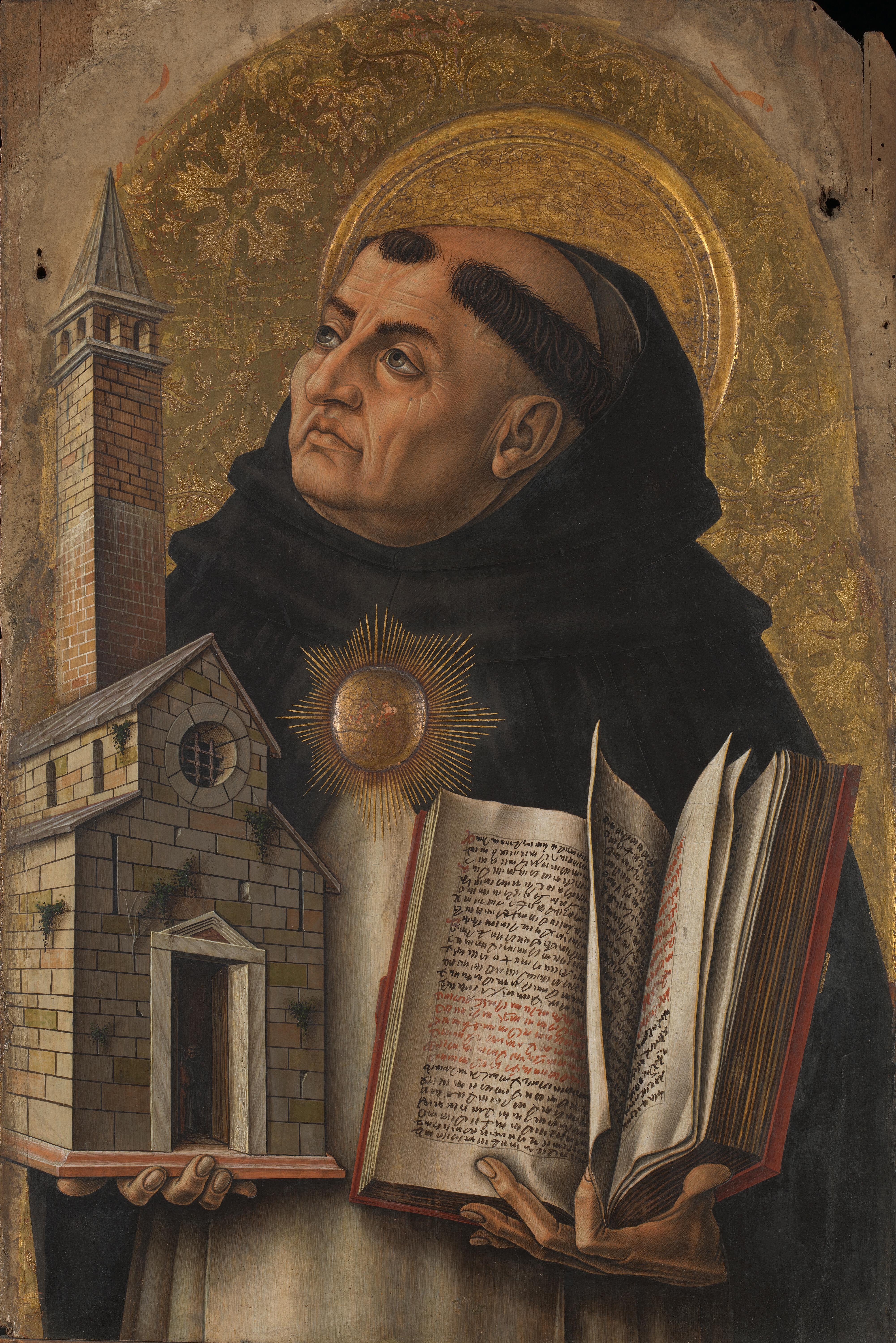
圣托马斯·阿奎那

中世纪哲学指的是西欧和中东在中世纪的哲学体系，其时间范围没有定论，大致上是从基督化的罗马帝国时期至文艺复兴时期。中世纪哲学被部分定义为对古典希腊和希腊化哲学的再发现和进一步发展，另一部分是需要解决神学问题并把亞伯拉罕諸教（伊斯兰教、犹太教和基督教）的教条同世俗知识一同整合并推广。
文艺复兴人文学者们排斥中世纪时期，把它当作在希腊罗马的古典时代与古典文化“复兴”之间的一个“过渡”的野蛮时期。然而在中世纪这将近一千年中哲学在欧洲仍取得了长足地发展。荷黑·格拉西亚认为"在强度、复杂度还有成就上，可以确信地说哲学在十三世纪的兴盛能与公元前四世纪古希腊哲学的黄金时期媲美。"
这个时代讨论的问题有信仰和理智的关系，神的存在与统一，神学话题和形而上学，关于知识、宇宙和个人的问题。
中世纪的哲学家包括基督教学者希波的奥古斯丁、波爱修斯、安瑟倫、普瓦捷的吉尔波特、皮埃尔·阿伯拉尔、罗吉尔·培根、圣文德、托马斯·阿奎那、邓斯·司各脱、奥卡姆的威廉和让·布里丹等；犹太哲学家迈蒙尼德和吉尔松尼德;还有穆斯林哲学家肯迪、法拉比、海什木、伊本·西那、安薩里、伊本·巴哲、伊本·图费勒、伊本·赫勒敦和伊本·魯世德等。中世纪的经院哲学传统一直到17世纪仍在活跃，例如弗朗西斯科·苏亚雷斯和约翰·波音索特等人物。其中托马斯主义之父阿奎那极大地影响了整个天主教欧洲，他特别强调理性和论证，是最先开始使用亚里士多德形而上学和认识论的著作的新译本的学者之一。他的工作明显远离了统治大部分早期经院哲学的新柏拉图主义和奥古斯丁的思想。

#### 文艺复兴

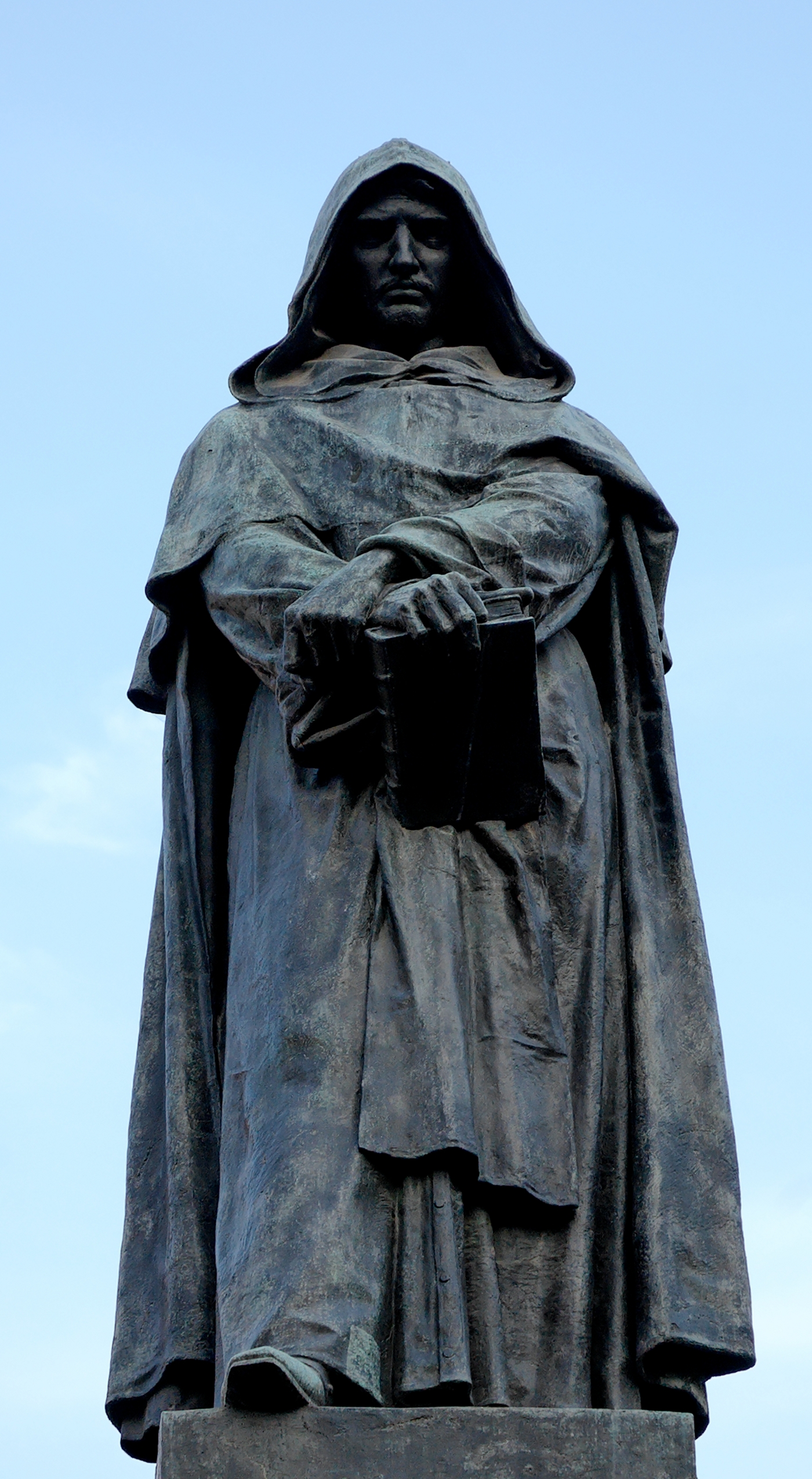
焦爾達諾·布魯諾

从文艺复兴开始，人们的思想开始从清净的僧院走出，来到喧嚣的世界。从而发展自然，也发展人类自身。从而形成人文主义和自然哲学两股既有联系又有区别的想法。
"文艺复兴"是对中世纪到近代之间过渡时期的通称，那时对古典文献的重新学习帮助把哲学界的兴趣从对逻辑学、形而上学和神学领域的钻研转移到包括道德、语言学和神秘主义的更加广泛的研究。对经典和人文艺术例如历史学和文学的研究在基督教世界学术界中享有前所未有的兴趣，这个趋势被称为人文主义，它受到柏拉图主义、希腊怀疑主义和罗马斯多葛主义的影响。人文主义者的哲学兴趣跟随彼特拉克转移到造物主与其美德上，替代了中世纪时对形而上学和逻辑学的兴趣。
那时对古典哲学的研究出现了两种新方式。一方面对亚里士多德的研究因为阿威罗伊主义的影响而产生了变化。阿威罗伊亚里士多德主义者和更正统的天主教亚里士多德主义者譬如艾爾伯圖斯·麥格努斯和托马斯·阿奎那之间的分歧最终在文艺复兴发展出一种“人文亚里斯多德哲学”，譬如伯多祿·蓬波纳齐和贾科莫·萨巴瑞拉的思想。另一方面，在一些之前不为西欧所熟知的作品的重发现的帮助下，对柏拉图和新柏拉图主义的研究作为另一个选择变得普遍起来。著名的文艺复兴时期的柏拉图主义者包括库萨的尼古拉，还有之后的马尔西利奥·费奇诺和若望·皮科·德拉·米蘭多拉。
文艺复兴也重新产生了对反亚里士多德的把自然看作一个有机的、活生生的整体而不取决于神学的理论的兴趣，例如在库萨的尼古拉、尼古拉·哥白尼、焦爾達諾·布魯諾、波纳蒂特·特勒肖还有托马索·康帕内拉的著作中。在自然哲学中这样的运动与对神秘主义、魔法、赫尔墨斯主义还有占星学等兴趣重燃相契合，它们被认为隐藏着收获知识和掌控自然方法的大门。
这些新的哲学运动伴随着欧洲宗教和政治的剧变同时出现：宗教改革和封建制的衰落。虽然参与宗教改革的神学家们对哲学没有直接的兴趣，他们打破了神学和知识权威的传统基础。同时还伴随着信仰主义和怀疑主义的复兴，体现在伊拉斯谟，蒙泰涅和桑切斯等思想家身上。同时，民族国家政治上逐步的中央集权的过程得到了世俗政治哲学的响应，如尼可罗·马基亚维利（常被描述为第一个现代政治思想家，或者是现代政治思想形成的关键点）、托马斯·莫尔、伊拉斯谟、尤斯图斯·利普修斯、让·博丹和胡果·格老秀斯等的著作。

#### 东亚
先秦諸子之后的兩漢經學、魏晉玄學等都是中國哲學的一部份，自唐朝起佛教也开始对哲学产生重要影响；不过中世纪中国哲学最主要的部分是宋明理學的发展。
宋明理学反对汉代后开始影响儒学的道教和佛教中的迷信和神秘的元素，是一股倡导更加理性和世俗化儒学的哲学运动。尽管理学遭到道教和佛教徒的批评，理学仍借鉴了它们两个的部分术语和概念。然而和佛教和道教把形而上学看作心灵发展、宗教启示的催化剂并且是不朽的不同，宋明理学把形而上学当作建立一个理性的伦理体系的指导。宋明理学的起源可以追溯到唐朝：韩愈和李翱被视为宋代理学的先驱。宋代理学家周敦颐以道教形而上学理论为框架建立了他的伦理哲学体系，他被看作是宋明理学的创始人。
在东亚的其他地方，日本哲学形成于本土的神道信仰和佛教、儒家以及另一些中国哲学和印度哲学学派混合发展。与日本类似，在朝鲜哲学中巫教的情绪化内容被混合到了从中国传入的理学当中。

### 近代哲学（17-19世纪）
主條目：近代哲學

#### 早期近代哲学
西方哲学史上的近代早期一般指17世纪和18世纪，其中18世纪常被称为启蒙时代。现代哲学不同于其前身，它和传统权威例如教会、学院、亚里士多德的关系更加独立，出现了对知识基础和形而上学体系建设的新兴趣；和摆脱了自然哲学的近代物理学的出现。从17世纪开始，近代哲学就以认识论为研究重点。由于经验论（经验主义）与唯理论（理性主义）的争论，使物质与精神的关系作为认识论的首要问题突显出来。

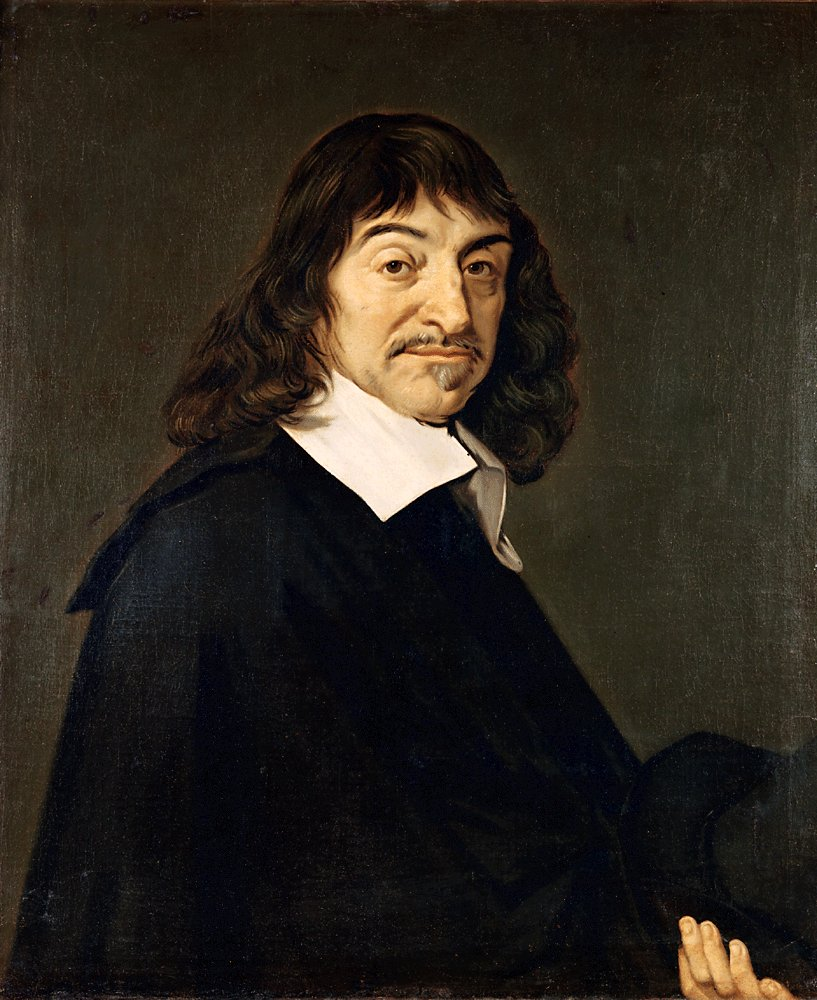
勒内·笛卡儿

当时其他的哲学焦点包括精神的天性和其与身体的关系，新的自然科学对诸如自由意志和神的传统上属于神学的话题的影响，和伦理学和政治哲学的世俗基础
。这种潮流最早被鲜明地体现在弗兰西斯·培根的被称为用来扩展知识的新的、经验主义的程序，并很快在笛卡儿的机械主义物理学和理性主义的形而上学中建立了具有巨大影响力的形式。培根运用归纳法，第一个提出思维的主体“人”应该主动干涉自然来为人服务。
近现代政治哲学的鼻祖托马斯·霍布斯最早将这套方法论系统地应用在政治哲学上，包括"社會契約"的近代理论。早期近代哲学的学术经典一般包括笛卡尔、斯賓諾莎、莱布尼茨、洛克、贝克莱、休谟和康德。同时期的其他思想家也对哲学做出了贡献，例如伽利略、皮埃尔·伽桑狄、布莱兹·帕斯卡、马勒伯朗士、艾萨克·牛顿、克里斯蒂安·沃爾夫、孟德斯鸠、皮埃尔·贝尔、托马斯·里德、让·勒朗·达朗贝尔和亚当·斯密，而让-雅克·卢梭是反启蒙运动的开创性人物。早期近代哲学的大致结束通常被确定为伊曼努尔·康德的试图限定形而上学范围、证明科学知识并用道德和自由来调和两者的体系。
理性主义者中勒内·笛卡儿认为物质世界是由数学关系组成的单一体系，他企图将物理学转化为数学。他在其著作中，对整个经院哲学以及在他那个时代流行的教育与哲学体系加以讽刺。其认为“我思故我在”是认识论的无可怀疑之出发点。笛卡尔是割裂精神和物质的二元论者，为了厘清二者关系，他认为在上帝那里，精神和物质是统一的。其理论被称为笛卡尔主义
。斯宾诺莎是笛卡尔之后，又一位著名的現实主义者。他的认识论、几何学和机械观都来自于笛卡尔。但他不认同笛卡尔的二元论，认为精神和物质不过是唯一实体的两种属性
。莱布尼茨作为唯理论者坚定地维护笛卡尔的学说并反驳约翰·洛克的理论。与笛卡尔不同的是，他认为万物的实体是“单子”，且互相没有关系，而是由于“前定和谐”才共存一体，即存在于神之中。“前定和谐”调和了笛卡尔之二元论和斯宾诺莎之实体双重性。

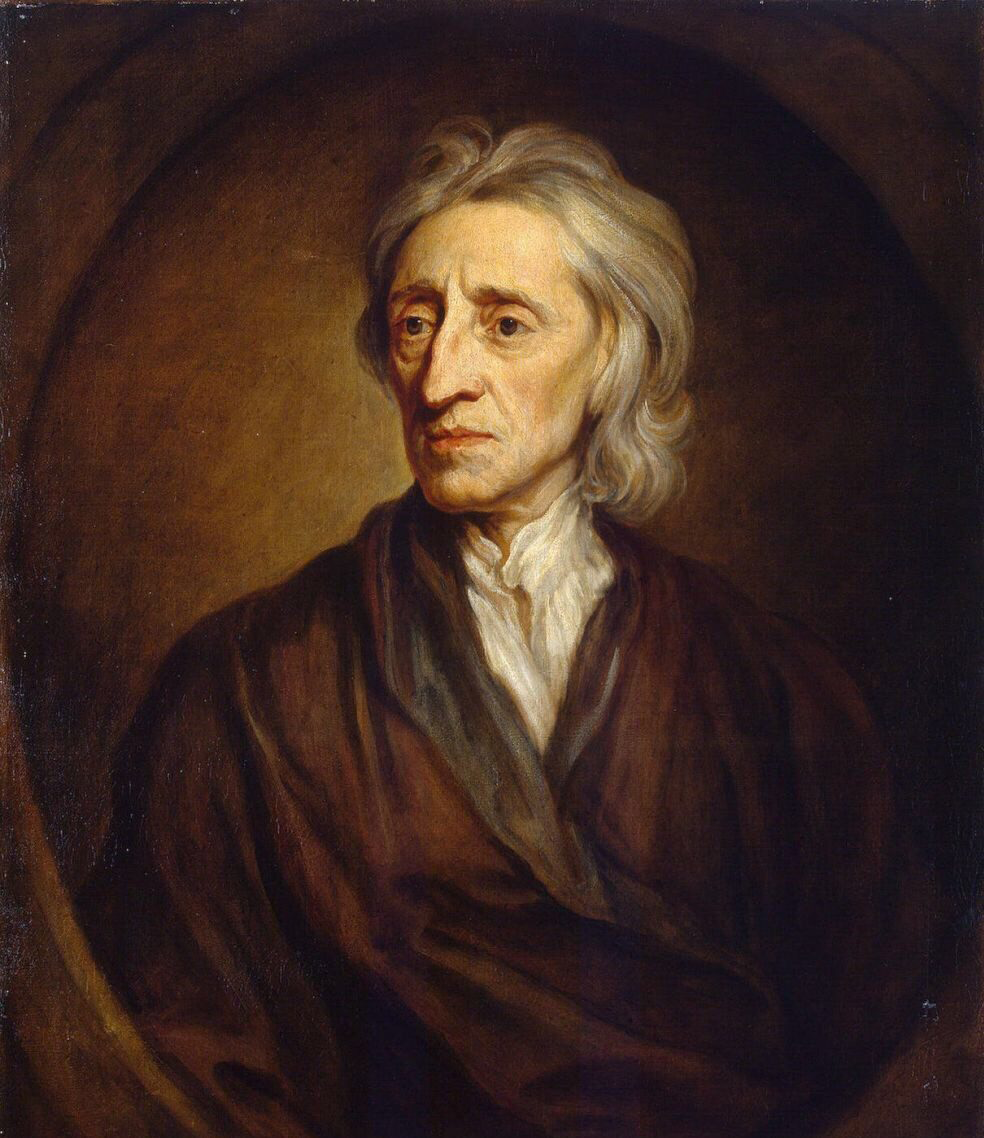
约翰·洛克

洛克发展了经验论，他不认同笛卡尔的“天赋观念”，提出白板说，他强调人们从感觉中抽象出普遍的概念，认为感觉中的个别东西才是第一位的。不过他基本认同笛卡尔的二元论。贝克莱发展了洛克的哲学理论，提出了“存在就是被感知”。他认为除了感知的主题和被感知的知觉之外，什么也没有。他非常不赞同物质的抽象概念，认为其既无客观实在，也不能存在于人心。大卫·休谟的理论比贝克莱的更进一步，他不仅仅认为物质实体不存在，更认为精神实体不存在。只承认知觉的存在。他还以自己的不可知论和怀疑论认为不存在统一性和普遍性的东西，认定多样性和个别性才是最高原理。
经验论与唯理论的争论也包含了唯物主义与唯心主义的争论。在18世纪时，法国的拉美特利公开宣布唯物主义是唯一的，而百科全书的主编德尼·狄德罗也怀疑神的存在。
另外伏尔泰，孟德斯鸠和其他百科全书派的学者都有涉及政治和伦理领域。他们都认为机械主义才是最终形式——物质是唯一的且处于一直运动的，精神只是人脑的属性。因此他们认为无机物与有机物不可逾越，人的思维是人感官的结果。不过他们仍然是相信经验是一直累積的，在因果性上，他们认为只有必然性才是唯一的，这就成为唯心主义的观念。

#### 德国古典哲学
从18世纪中后期开始，直到19世纪初，哲学便进入了近代哲学的总结时期，这就是德国古典哲学时期。有两条线索标志着转折的到来：一、思维与存在的关系更加明确；二、产生了系统辩证法。其代表人物有I.康德、J.G.费希特、F.W.谢林、G.W.F.黑格尔等。 

##### 康德
康德给哲学带来了三个标志性的创造：
- 哲学意义的新规定；
- 哲学方法的新概念；
- 哲学写作的新结构。

他受到休谟的诸多影响，并为西方哲学带来一次革命。他认为哲学的研究核心就是规定理性的任务。
康德同意休谟的理论并认为，存在一些原则，使得心灵对经验和认识加以组织，而证据皆可以在数学中找到。即是，包含在命题里的要比包含在原是概念的定义要多得多。他使用称之为批判哲学的先验方法，来展现经验的某些范畴和形式都必然地被预先存在于人们一切言谈之中。
凭借着他的三部“批判性”的著作，为先验方法作出相应的结构：
- 現實论，分析理性的有效机能；
- 辨证论，展示理性的可能失误；
- 方法论，列举实用的各种规则。

他还为道德哲学奠定了新基础，且他赋予了自由概念的新意义。因为其影响在现代依旧尚存，其理论被人们称为康德主义。

##### 费希特和谢林
费希特本来承认斯宾诺莎的机械的因果决定论，但后来受到康德的影响，开始认为因果决定论只是表面，其实质为自我不是必然性的奴仆而是独立自由的主体。就此，他建立了主观的思维与客观的存在之统一说。
谢林是从费希特理论出发的，但深受斯宾诺莎和文学上浪漫主义的影响，创立了自己的学说。即他认为自然和精神、存在和思维，客体和主体，表面相反，实则统一，是同一个“绝对”的不同发展阶段，这个“绝对”即是万事万物的根源。他认为艺术才是最直观的理性。

##### 黑格尔
黑格尔及其理论的出现将西方的哲学推上一个新高度，他创立了西方哲学史上最庞大的客观唯心主义体系，并系统地阐述了辩证法。他的理论和学说对近现代哲学产生了很深远的影响，并被称为黑格尔主义。
从黑格尔的思想体系中发展而成的多种哲学运动。其重点就是以历史和逻辑为主，历史方面，它从不同角度理解“凡是合理的就是现实的”；逻辑方面，它有发现其中所说的“真理即整体”。
黑格尔认为哲学的重点是放弃分裂，达到统一。他把以前的时代说成是思维与存在、理想与现实分裂，自由与必然，个人与社会、无限与有限、统一性与多样性分裂之时代。
他从康德的“心灵的合理性以及在经验中的积极作用”的概念出发，但反对康德的“超越经验世界和‘物自身’的世界”，并认为心灵和世界一样具有相同基础理性结构。他所认为的普遍性不是脱离特殊的抽象普遍，而是包含特殊在内之普遍，即为具体普遍；他所认为的统一也非脱离矛盾、对立的抽象统一，而是包含它们在内的统一，即为对立统一。上述综合在一起即是他的理论：最真实的无所不包的整体即是“绝对精神”，又是对立的统一。
他认为，为了达到这个“绝对精神”，需要经过三个阶段，从逻辑、自然到精神，即是从思维到存在，再到两者统一的过程，从而完成他的统一论。
就此，社会和历史的现象，便被赋予一种在哲学史上还是崭新的显赫地位。他还将伦理学划归到这个领域，从而在伦理学理论和对思想的理解中提出重要的路线。

### 现代哲学（19-20世纪）
从19世纪中叶开始，西方哲学就进入现代哲学阶段。因为在19世纪中期，欧洲的工业革命几近完成。
现代哲学，特别是19世纪中后期的哲学流派，有叔本华的意志主义，新康德主义，新黑格尔主义，马克思主义。然而此時的哲學與後來的存在主義、現象學等在當代一般歸為「歐陸哲學」，與二十世紀以後著重嚴謹邏輯與語詞分析所發展出的「分析哲學」成為風格迥異的兩大西方哲學典範。
20世纪的西方哲学上主流有两条：
一、由弗雷格、罗素创立的，并以维特根斯坦为主的分析哲学。它把哲学问题变成语言分析问题，由此产生了逻辑经验主义或逻辑实证主义以及其他语言分析相关的哲学派系。
二、由胡塞尔创立的现象学发展起来，以海德格尔为主的存在主义。它把哲学问题变成对个人生存状态的反思，由此产生了解释学。
现代哲学主要包含以下几种潮流。

#### 以黑格尔主义为主的潮流
历程哲学：
19世纪中期，黑格尔主义在中欧受到欢迎，并在此后也隐约出现在该地区。在英国和美国也具有影响力，不仅启发了布拉德利、罗伊斯等人的观念论哲学，还形成了一种哲学气候。即形式有所修正，但是本质不变。比如怀特海的“历程哲学”。
主流马克思主义：
K.马克思的著作本身不能说成是一种哲学，更不是一种哲学体系，但他的全部论述是对哲学，特别是对黑格尔体系中的唯心主义进行的激进批判。他认为哲学必须与现实取得联系。
“哲学只是持续地解释世界，而与当下关联的则是改变世界。”
但是尽管马克思本人批判黑格尔的观念论，但其思想却深受黑格尔的特别是辨证论的影响。并将其基本本质作了自然主义的改造。这之后，从19世纪末期到20世纪初期，马克思的哲学思想才在恩格斯、普列汉诺夫和列宁等人的阐释和补充下，为辩证唯物论和历史唯物论，并形成新的世界观。
另外马克思主义也指各种不同的社会主义运动，如由列宁所创立而被斯大林修改的苏联马克思主义，称为马克思列宁主义，为俄国革命以及后来建立的各种共产党之教义。它的旁系包括反斯大林的托洛茨基及其追随者的马克思主义、毛泽东的马克思列宁主义和其他第三世界马克思主义。
西方马克思主义：
此外，比上述类型更为复杂的版本有阿尔都塞等人做出详尽阐述。然而，在卢卡奇和布洛赫等人采用黑格尔学说，而非科学学说对马克思思想重新诠释，才使得马克思主义在欧洲，后来在英美等地获得新生。
之后，新马克思主义的哲学理论受到弗洛伊德、存在主义、康德、社会科学以及黑格尔等思想的革新，已形成不同的发展方向。如霍克海默、阿多诺。以及与“法兰克福学派”有联系的“批判会理论”等。后来，萨特和不少法国学者的“存在主义的马克思主义”以及科拉科夫斯基和加约·彼得罗维奇等东欧哲学家提出的“人道主义的马克思主义”。
革新的黑格尔主义：
20世纪开始，黑格尔主义的社会性方面在狄尔泰和一些德国学者重新发展。他们对其在研究人类社会和文化的生活与历史的进路作出修正。
在美国，詹姆士和杜威对黑格尔主义作出了相似的，在社会性倾向和自然主义特色的详尽阐述。实用主义运动在英美影响甚大，在此将黑格尔的思想发扬为新的哲学运动。
英国的维特根斯坦也转变的思路，从之前的实证主义和新康德思想，转而去研究语言、科学，及科学史、伦理学等。
结构主义：
在法国，因亚历山大·科耶夫的影响，使得黑格尔主义对萨特等人形成冲击，当他们研究马克思主义时，这种冲击更加明显。则出现与克劳德·李维等相关联的“结构主义”。还有福柯和德里达等法国“后结构主义”等思想。 

#### 后古典现代哲学
分析哲学：
后古典主义是种哲学观，从培根，笛卡尔到休谟和康德，这股浪潮获得科学的倾向，后来又获得逻辑和语言的，逐渐形成一种基本的分析哲学。
实证主义：
19世纪上半叶英美，“苏格兰常识学派”很普及，后来英国摩尔的思想和20世纪初美国“新实在论者”都发展了它。孔德的实证主义在法国引起了广泛的注意。在美国得到米尔格拉姆的发展，成为“实验主义”，又形成科学性的实证主义。
新康德主义：
实证主义在德国由陆宰和不伦瑞克等人的发展下，形成“新康德主义”，并经由重新发现的休谟主义和黑格尔主义的影响，在英美等地也流行起来。
逻辑实证主义：
一种很注重逻辑的学说，在德摩根、布伦塔诺、迈农和弗雷格等人的努力下，取得了进展。罗素和摩尔发动了分析运动，由此形成分析哲学的雏形。又在维特根斯坦的研究下，将分析哲学进行了重新解释，变成了语言分析问题，从而产生逻辑实证主义。
语言哲学：
二战后，分析哲学更加分化，并形成多个不同的派系。但其本质相差无几，都集中研究“分析”这一概念上来，后来有不少开始研究语言哲学这一分支。
现象学：
而胡塞尔将严谨的数学思想赋予哲学，使得笛卡尔主义进一步激进化，在海德格尔的影响下，便产生了现象学运动。
唯物论：
其中费尔巴哈作为德国古典哲学期间的一个唯物主义代表。他将黑格尔哲学称谓精致化和理性化的神学体系，他认为人是思维与存在统一的，思维不仅仅是人脑的表现也是人与人思维的表现。
他的唯物论和实证主义以马赫的学说达到顶点，并在英国流行。
新托马斯主义：
而从公元1879年以来教宗利奥十三世颁发教义宣称为“永远的父亲”之后。多玛斯哲学在基督宗教和神学中的哲学教义再度得到肯定。而梅西耶和雅克·马里顿发展了该学说并吸收了近代哲学的诸多优点，逐步形成新托马斯主义。

#### 多种主义的第三潮流
科學哲學：
在實證主義出現後的晚生的現代哲學流派，羅素等提倡的新型哲學，具有科學精神，注重的是可否被證明與是否合乎邏輯，減少提及一些像形而上學和主觀的問題，例如神或本體論終極的美等。
意志主义：
该潮流在费希特和谢林的学说下，又经过康德以及黑格尔的影响，终于由叔本华所注意到其中尚未被探索的领域——人类生命和一切生命基本特性的东西，即是“意志”。
而尼采也有所谓的“权力意志”这种学说，一种关于生命与世界的与叔本华类似的诠释。但，尼采对其进行彻底的改革，有“对所有价值重新作出评价”的论述。将其大胆的心理概括传统从宗教、艺术到道德、社会，再到科学和认识本身。
实用主义：
因为达尔文发现的进化论，让斯宾格勒发展为一个哲学表达，而柏格森为其发展提供促进作用。在一战后，舍勒、普莱斯纳和盖伦等采用上述学说，开创了“哲学人类学”。
上列观点在桑塔亚那、杜威等人和怀特海的影响下，重新对黑格尔主义进行理解。由皮尔士和詹姆士等思想家开创了实用主义运动，对“人类行动、利益和目的作出实际考虑”。
存在主义：
而齐克果对人类生命诠释的过程中比实用主义更激进，他通过“信仰跳跃”来获得与上帝的关联。
海德格尔和雅斯培也对齐克果的“主体性”和实用主义进行研究。雅士培强调人类存在不可能被化解到只能以客观角度加以了解的地步。海德格尔更进一步对“存在的意义”作了研究，他主要对人类存在的特性和结构做了奇特的分析。
在萨特和加缪的发展下，使之流行并衍生出“存在主义”。萨特发展了海德格尔的理论，他认为人们在对“塑造人类自己”这个问题存在本质性的不确定。
解释学：
研究存在主义的哲学家多采用现象学来解释人类生命和人类条件的问题。而庞蒂使用存在主义和现象学对人类存在作研究。
从齐克果以来的这些哲学家多注重以文学风格对哲学进行研究。从此，哲学、语言和文学三者关系更为紧密，如伽达默尔的“诠释学哲学”和卡西尔的“符号形式的哲学”等，逐步形成解释学。

## 重要哲学流派

### 德國唯心主義

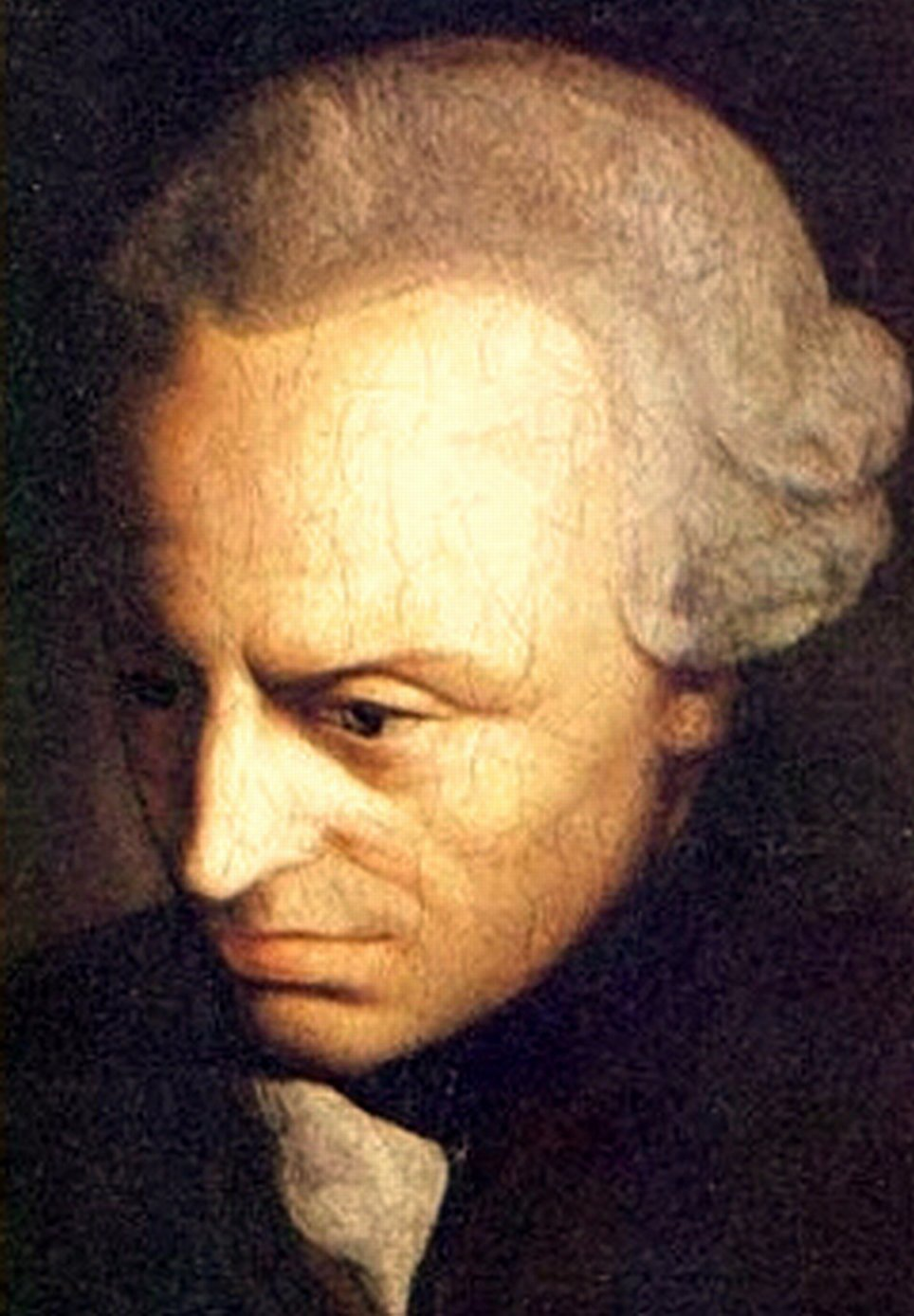
伊曼努尔·康德

唯心主義的各种变体在18世紀晚期至20世紀早期的哲学界相当流行。康德主张的先验唯心主义认为人们对事物的理解是有界限的，因为在客观判断条件下很多事情是办不到的。他在1781年發行的作品《纯粹理性批判》試圖調和18世紀兩大主要的哲學派別：經驗主義和理性主義，并且建立一个研究形而上学的新基础。
德國唯心主義最著名的作品是黑格尔于1807年出版的《精神现象学》。黑格尔承认自己的理念不是新的，不过他的目标是完成之前的哲学家们的不完整的体系。黑格尔认为哲学的重点是放弃分裂，达到统一。他把以前的时代说成是思维与存在、理想与现实分裂，自由与必然、个人与社会、无限与有限、统一性与多样性分裂之时代。他从康德的“心灵的合理性以及在经验中的积极作用”的概念出发，但反对康德的“超越经验世界和‘物自身’的世界”，并认为心灵和世界一样具有相同基础理性结构。他所认为的普遍性不是脱离特殊的抽象普遍，而是包含特殊在内之普遍，即为具体普遍；他所认为的统一也非脱离矛盾、对立的抽象统一，而是包含它们在内的统一，即为对立统一。上述综合在一起即是他的理论：最真实的无所不包的整体即是“绝对精神”，又是对立的统一。黑格尔认为需要经过三个阶段来达到这个“绝对精神”，从逻辑、自然到精神，即是从思维到存在，再到两者统一的过程，从而完成他的统一论。他还将伦理学划归到这个领域，从而在伦理学理论和对思想的理解中提出重要的路线。

### 马克思主义
马克思主义哲学是马克思和恩格斯建立的以辩证唯物主义为核心的哲学体系。其认为实践是检验哲学之真理性的唯一标准，哲学应伴随着社会、科学技术和文化的发展而不断发展。其主要思想体系在19世纪70年代主要由恩格斯创立，20世纪20年代在苏联形成完整体系——辩证唯物主义和历史唯物主义，这个体系在后来的社会主义国家推动下得以发展。马克思主义哲学宣称自己的理论体系具有科学性，认为哲学可以成为科学的一部分。同时马克思主义哲学认为哲学还具有意识形态的性质。
另外马克思主义在政治上也指各种不同的共产主义运动，如由列宁所创立而被斯大林修改的苏联马克思主义，称为马克思列宁主义，为俄国革命以及后来建立的各种共产党之教义。它的旁系包括反斯大林的托洛茨基及其追随者的马克思主义、毛泽东的马克思列宁主义等。

### 實用主義
實用主義產生於19世紀70年代的現代哲學派別，在20世紀的美國成為一種主流思潮。對法律、政治、教育、社會、宗教和藝術的研究產生了很大的影響。實用主義也試圖在理性主義及經驗主義找出一條中間道路來，是「經驗主義思想方法與人類的比較具有宗教性需要的適當的調和者。」

### 現象學
現象學是由德國哲學家胡塞爾在1900年提出的理論，強調對直接直觀和經驗感知的區分，認為哲學（或至少是現象學）的主要任務是釐清二者之間的關聯，並且在直觀中獲得對本質的認識。现象学是对经验结构与意识结构的哲学性研究。作为一个哲学运动，现象学于二十世纪早期由埃德蒙德·胡塞尔创立，之后被他在德国的哥廷根大学和慕尼黑大学中的一派追随者发展壮大。在此之后现象学传播到法国、美国以及其他地区，并远超出了胡塞尔早期著作的语境。 其他主要哲學家包括海德格、莫里斯·梅洛-庞蒂 以及伊曼纽尔·列维纳斯。

### 存在主义

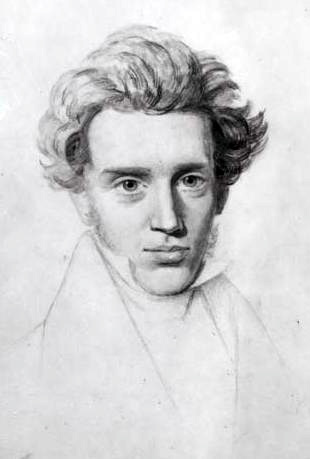
索倫·奧貝·克爾凱郭爾（1813–1855）

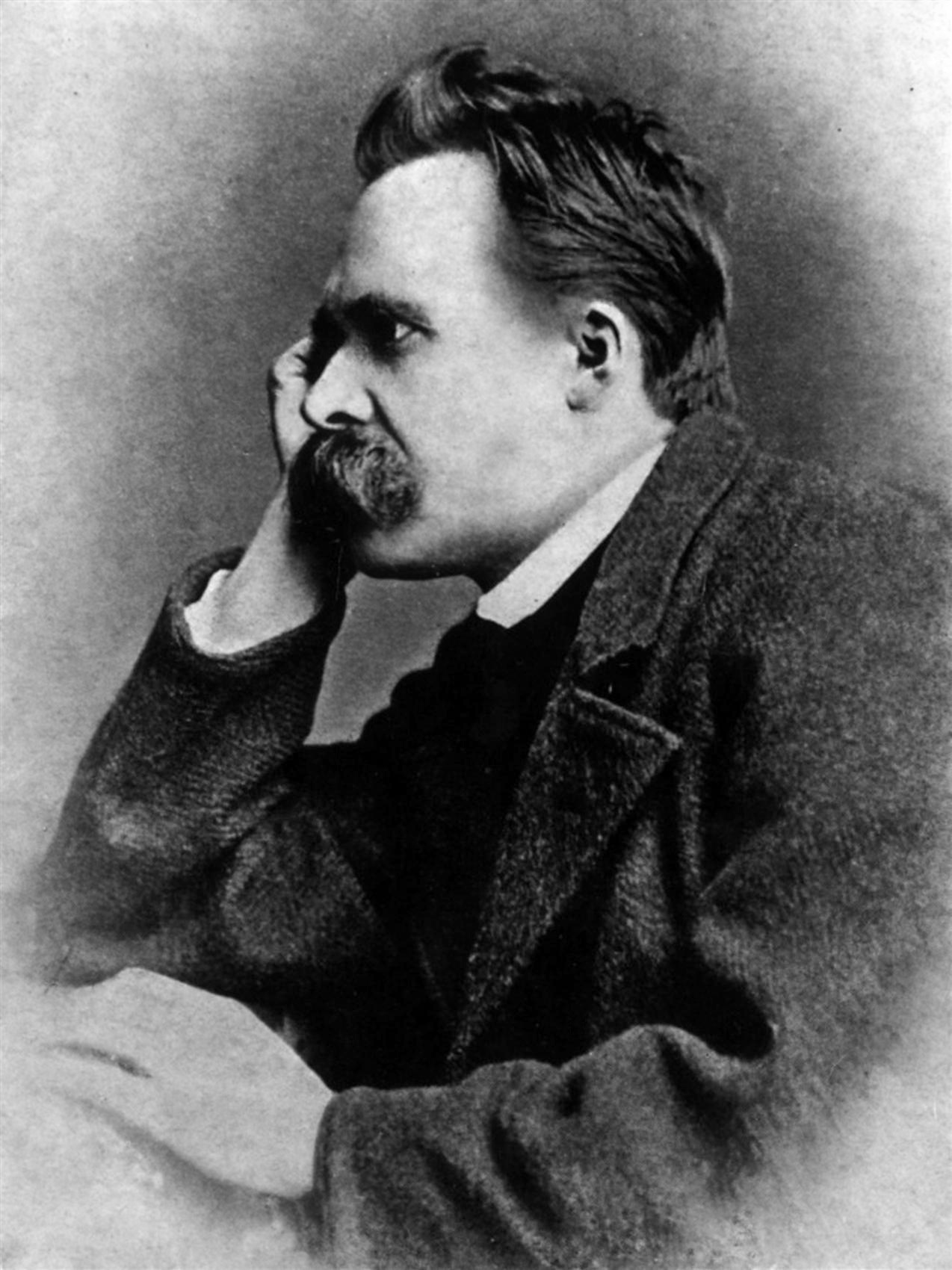
弗里德里希·尼采（1844–1900）

存在主义是一个哲学的非理性主义思潮，该术语被用在十九世纪晚期到二十世纪的一些哲学家的工作上，尽管他们的学说相差巨大，但他们都相信哲学思考开始于人类主体——而不仅仅是思维主体，而且包括行为、感知、人类个体。存在主义强调个人、獨立自主和主观经验，認為人存在的意義是無法經由理性思考而得到答案。在存在主义中，个体的出发点的特征是被称为“存在的态度”，或一种面对显然是一个无意义的或荒谬的世界的迷失和混乱的感觉。很多存在主义者还认为传统的体系和哲学学术无论是内容和风格都过于抽象并远离人类经验。
19世纪哲学家克尔凯郭尔和尼采被看作存在主义的先驱，尽管他们没有使用这个术语。然而他们的影响延伸出了存在主义思想。克尔凯郭尔著作主要针对的是黑格尔的唯心主义哲学体系，他认为其忽视或排除了人类的内在主观生命。相反克尔凯郭尔认为"真理是主观的"，主张对一个现实的人类来说最重要的问题是处理个人与存在内在关系的问题。克尔凯郭尔作为一个基督徒相信宗教信仰的真相是一个主观问题，而且人应该用热情去深思这个问题。

## 理論
- 利他主義
- 反現實主義（英语：Anti-realism）
- 享樂主義
- 唯物主義
- 唯心主義
- 理想主義
- 非現實主義（英语：Irrealism (philosophy)）
- 逻辑实证主义
- 悲觀主義
- 乐观主义
- 儒家思想
- 道家思想
- 佛教思想
- 至公（舊教）主義
- 抗辯（新教）主義
- 自我主義
- 理性主義
- 現實主義
- 唯美主義
- 形而上學唯物主義
- 辯證唯物主義
- 客觀唯心主義
- 主觀唯心主義
- 非理性主義
- 斯多葛主義
- 存在主義
- 形而上學
- 功利主義

## 分支和交叉学科
- 解釋學
- 現象學
- 科学哲学
- 数学哲学
- 物理哲学
- 化学哲学
- 生物學哲學
- 哲學人類學
- 地理哲學
- 社会科学的哲学（英语：Philosophy of social science）
- 历史哲学
- 经济哲学
- 政治哲学
- 教育哲學
- 语言哲学
- 人生哲学
- 精神哲学
- 宗教哲学
- 法律哲学
- 元伦理学
- 價值論
- 生態智慧
- 環境哲學
- 人類行為學

## 相关学科
- 神學
- 科學
- 心理學

## 相关列表
- 哲学家列表

## 脚注
1. ↑  Jenny Teichmann and Katherine C. Evans, Philosophy: A Beginner's Guide（Blackwell Publishing, 1999）, p. 1: "哲学研究那些终极、抽象和非常基本的问题。这些问题聚焦在存在、知识、道德、理性和人生的意义。"
2. ↑  A.C.格雷林（英语：A.C. Grayling）. . A.C. Grayling, ed  (编).  vol. 1. 牛津大学出版社. 1999: 1  [2014-05-02]. ISBN 978-0-19-875243-1. （原始内容存档于2016-05-02）. 哲学探索的目标是去洞察关于知识、真理、理性、现实、意义、精神和价值的问题。其它人也在试图探索与这些问题有关的方面，特别是艺术和文学上，但只有哲学对这些问题发起直击……
3. ↑  Anthony Quinton. . T. Honderich, ed  (编). . 牛津大学出版社. 1995: 666  [2014-05-02]. ISBN 978-0-19-866132-0. （原始内容存档于2020-09-24）. 哲学是一种理性的批判性思维，或多或少对自然世界进行系统化（形而上学或存在论），信仰辩护（认识论或知识论），和人生引导（伦理学或价值理论）。上述列表中的三个元素都有一个非哲学的副本，区别在于哲学那理性批判的程序和其系统性。每个人对自己所生活的自然世界都有自己的基本观念。形而上学替代那些未加辩论的假设归纳出这么一个作为一个整体理性地组织世界的概念。每个人都在某种情境下会在对他们在做的事并没有任何理论认识的情况下质疑自己或他人的信仰并伴随着或多或少的成功。认识论寻求通过辩论来明确正确信仰形成的规则。每个人通过把行为引导到期望的或有价值的目标来支配自己的行为。伦理学或道德哲学在其最包容的意义下旨在阐明在理性的系统化情境下包含的规则或原则。
4. ↑    - Grayling 2019，Philosophy in the Nineteenth Century
  - Regenbogen 2010
  - Ten 1999，第9頁
  - AHD Staff 2022
5. ↑  Douglas Harper. . .   [2022-06-11]. （原始内容存档于2017-09-13）.
6. ↑  哲學的定義為：「1.智慧或知識的源頭、熱愛，或對此之追尋；2.對行為、思考、知識與宇宙的本質等原則、理論或邏輯的分析。」 Second College.
7. ↑  See 第欧根尼·拉尔修："哲人言行录", I, 12 （页面存档备份，存于）; 西塞罗："图斯库卢姆辩论（英语：Tusculan Disputations）", V, 8–9
8. ↑  陳瑋芬.  (PDF). 臺灣東亞文明研究學刊. 2012年12月, 9 (2)  [2014-01-03]. （原始内容 (PDF)存档于2014-01-03）. 我以「哲學」所翻譯的philosophy，不僅論辨天道人道，兼立教法，且是西洋自古以來所論之事
9. ↑  高野繁男.  (PDF). 人文学研究所報. 2004  [2014-05-11]. （原始内容存档 (PDF)于2020-12-20）.
10. ↑  參見《繫辭上傳》第十二章（朱子周易之章節分目）
11. ↑  Graham Priest,  What is Philosophy?, Published online by Cambridge University Press:  18 September 2006, https://www.cambridge.org/core/journals/philosophy/article/abs/what-is-philosophy/C6F91CBD86DA5D3E578DE806F130F3A0 （页面存档备份，存于）
12. ↑  哲學的定義（摘自《西方哲学史》（英罗素著）绪论第三段，略有小改动）
13. ↑  . Confuchina.com.   [2014-01-12]. （原始内容存档于2012-07-15）.
14. ↑  Cua, Anthony S. .
15. ↑  Blackburn, Simon. . 牛津: 牛津大学出版社. 1994.
16. ↑  杜保瑞. .   [2014-01-03]. （原始内容存档于2014-01-03）. 西方哲學的三大哲學基本問題：形上學、知識論及倫理學，各是基於一類哲學問題意識而發展的哲學理論系統
17. ↑  . 北京: 中国大百科全书出版社. 2009年3月. ISBN 978-7-5000-7958-3.
18. ↑  Smith, Robin. . Zalta, Edward N.  (编).  Summer 2019. Metaphysics Research Lab, Stanford University. 2019  [2020-04-22]. （原始内容存档于2020-05-19）.
19. ↑  . Philosophy.fas.nyu.edu.   [2014-05-03]. （原始内容存档于2017-06-05）.
20. ↑  . Merriam-Webster Dictionary.   [2014-05-03]. （原始内容存档于2018-07-27）.
21. ↑  例如，多作者的牛津西方哲学史把这门学科分为八卷：古典，中世纪，文艺复兴，两卷内容覆盖了1600–1750年，另两卷内容覆盖了1750–1945年，还有一卷内容覆盖了1945年后的分析哲学。安东尼·肯尼的New History of Western Philosophy分为四卷：古典，中世纪，近代前期（1500–1830年），近代后期（1830年至今）。更专业的剑桥哲学史把话题分为九个时期：前亚里士多德希腊哲学、希腊化时期哲学、后希腊时期和早期中世纪哲学、晚期中世纪、文艺复兴、三卷为17–19世纪，最后一卷包含1870–1945年的内容。
22. ↑  Ebrey, Patricia. . 劍橋大學出版社. 2010: 42.
23. ↑  牟宗三. .  再版. 臺灣: 臺灣學生書局. 2015年10月: 4. ISBN 978-957-15-0141-3 （中文（繁體））.
24. ↑  . 翼報.   [2014-01-03]. （原始内容存档于2020-12-20）.
25. 1 2  西塞罗, 图斯库卢姆辩论（英语：Tusculan Disputations）, 5.3.8–9 = 赫拉克利德斯·彭提烏斯（英语：Heraclides Ponticus） fr. 88 Wehrli, 第欧根尼·拉尔修1.12, 8.8, 楊布里科斯VP 58. Burkert attempted to discredit this ancient tradition, but it has been defended by C.J. De Vogel, Pythagoras and Early Pythagoreanism（1966）, pp. 97–102, and C. Riedweg, Pythagoras: His Life, Teaching, And Influence（2005）, p. 92.
26. ↑  牛津哲学指南
27. ↑  过程与实在 p. 39
28. ↑  . 芝加哥大学.
29. ↑  弗雷德里克·科普尔斯顿, 哲学史，卷II:从奥古斯丁到司各脱（Burns & Oates, 1950）, p. 1,”中世纪哲学恰当的时间范围是从八世纪的加洛林文艺复兴到十四世纪结束，即使它包括了先驱者奥古斯丁和教父们。“德斯蒙德·保罗·亨利, in Paul Edwards（ed.）, The Encyclopedia of Philosophy（Macmillan, 1967）, vol. 5, pp. 252–257,”从奥古斯丁开始直到十四世纪末的尼克爾·奧里斯姆为止。“David Luscombe, Medieval Thought（牛津大学出版社, 1997），”中世纪哲学的时间从君士坦丁312年皈依起至1520年代的宗教改革为止。“Christopher Hughes, in A.C. Grayling（ed.）, Philosophy 2: Further through the Subject（牛津大学出版社, 1998），包括从奥古斯丁起至奥坎的哲学家。荷黑·格拉西亚，in Nicholas Bunnin and E.P. Tsui-James（eds.）, The Blackwell Companion to Philosophy, 2nd ed.（Blackwell, 2003）, p. 620，”标识中世纪哲学为从奥古斯丁至17世纪的约翰·波音索特。“安东尼·肯尼, A New History of Western Philosophy，卷二II:中世纪哲学（牛津大学出版社, 2005）,”从奥古斯丁开始至1512年的拉特朗会议。“
30. ↑  Gracia, p. 1
31. ↑  Charles Schmitt and Quentin Skinner（eds.），剑桥文艺复兴哲学史（劍橋大學出版社, 1988）, p. 5，宽松得定义这个时期范围“从奥卡姆的年代到培根、笛卡尔和他们同代人的修正工作为止”。
32. ↑  弗雷德里克·科普尔斯顿, A History of Philosophy, Volume III: From Ockham to Suarez（The Newman Press, 1953）p. 18: "When one looks at Renaissance philosophy ... one is faced at first sight with a rather bewildering assortment of philosophies."
33. ↑  Brian Copenhaver and Charles Schmitt, Renaissance Philosophy（牛津大学出版社, 1992）, p. 4: "one may identify the hallmark of Renaissance philosophy as an accelerated and enlarged interest, stimulated by newly available texts, in primary sources of Greek and Roman thought that were previously unknown or partially known or little read."
34. ↑  Jorge J.E. Gracia in Nicholas Bunnin and E.P. Tsui-James（eds.）, The Blackwell Companion to Philosophy, 2nd ed.（Blackwell, 2002）, p. 621: "the humanists ... restored man to the centre of attention and channeled their efforts to the recovery and transmission of classical learning, particularly in the philosophy of Plato."
35. ↑  Copleston, ibid.: "The bulk of Renaissance thinkers, scholars and scientists were, of course, Christians ... but none the less the classical revival ... helped to bring to the fore a conception of autonomous man or an idea of the development of the human personality, which, though generally Christian, was more 'naturalistic' and less ascetic than the mediaeval conception."
36. ↑  Charles B. Schmitt and Quentin Skinner（eds.）, The Cambridge History of Renaissance Philosophy, pp. 61 and 63: "From Petrarch the early humanists learnt their conviction that the revival of humanae literae was only the first step in a greater intellectual renewal" [...] "the very conception of philosophy was changing because its chief object was now man—man was at centre of every inquiry".
37. 1 2  Cassirer; Kristeller; Randall (编). . . 芝加哥大学出版社. 1948.
38. ↑  Copenhaver and Schmitt, Renaissance Philosophy, pp. 285–328.
39. ↑  Pico Della Mirandola, Conclusiones philosophicae, cabalisticae et theologicae; Giordano Bruno, De Magia
40. ↑  Richard Popkin, The History of Scepticism from Savonarola to Bayle（牛津大学出版社, 2003）.
41. ↑  Copleston, pp. 228–229.
42. ↑  Kenny,A New History of Western Philosophy, vol. 3（牛津大学出版社, 2006）, p. 8: "The Lutheran Reformation [...] gave new impetus to the sceptical trend."
43. ↑  "Machiavelli appears as the first modern political thinker" Williams, Garrath. . .   [2014-05-06]. （原始内容存档于2011-07-05）.. "Machiavelli ought not really to be classified as either purely an "ancient" or a "modern," but instead deserves to be located in the interstices between the two." Nederman, Cary. . .   [2014-05-06]. （原始内容存档于2013-10-14）.
44. ↑  Copenhaver and Schmitt, Renaissance Philosophy, pp. 274–284.
45. ↑  Schmitt and Skinner, The Cambridge History of Renaissance Philosophy, pp. 430–452.
46. ↑  Blocker, H. Gene; Starling, Christopher L. . 纽约州立大学出版社. 2001: 64.
47. 1 2  Huang 1999，第5頁.
48. 1 2  陈荣捷 1963，第460頁.
49. ↑  Donald Rutherford, The Cambridge Companion to Early Modern Philosophy（Cambridge University Press, 2006）, p. xiii, defines its subject thus: "what has come to be known as "early modern philosophy"—roughly, philosophy spanning the period between the end of the sixteenth century and the end of the eighteenth century, or, in terms of figures, Montaigne through Kant." Steven Nadler, A Companion to Early Modern Philosophy（Blackwell, 2002）, p. 1, likewise identifies its subject as "the seventeenth and eighteenth centuries". Anthony Kenny, The Oxford History of Western Philosophy（Clarendon: Oxford University Press, 1994）, p. 107, introduces "early modern philosophy" as "the writings of the classical philosophers of the seventeenth and eighteenth centuries in Europe".
50. ↑  Steven Nadler, A Companion to Early Modern Philosophy, pp. 1–2: "By the seventeenth century [...] it had become more common to find original philosophical minds working outside the strictures of the university—i.e., ecclesiastic—framework. [...] by the end of the eighteenth century, [philosophy] was a secular enterprise."
51. ↑  安东尼·肯尼, A New History of Western Philosophy, vol. 3（Oxford University Press, 2006）, p. xii: "To someone approaching the early modern period of philosophy from an ancient and medieval background the most striking feature of the age is the absence of Aristotle from the philosophic scene."
52. ↑  Donald Rutherford, The Cambridge Companion to Early Modern Philosophy（Cambridge University Press, 2006）, p. 1: "epistemology assumes a new significance in the early modern period as philosophers strive to define the conditions and limits of human knowledge."
53. ↑  Kenny, A New History of Western Philosophy, vol. 3, p. 211: "The period between Descartes and Hegel was the great age of metaphysical system-building."
54. ↑  Kenny, A New History of Western Philosophy, vol. 3, pp. 179–180: "the seventeenth century saw the gradual separation of the old discipline of natural philosophy into the science of physics [...] [b]y the nineteenth century physics was a fully mature empirical science, operating independently of philosophy."
55. ↑  Kenny, A New History of Western Philosophy, vol. 3, pp. 212–331.
56. ↑  Nadler, A Companion to Early Modern Philosophy, pp. 2–3: "Why should the early modern period in philosophy begin with Descartes and Bacon, for example, rather than with Erasmus and Montaigne? [...] Suffice it to say that at the beginning of the seventeenth century, and especially with Bacon and Descartes, certain questions and concerns come to the fore—a variety of issues that motivated the inquiries and debates that would characterize much philosophical thinking for the next two centuries."
57. ↑  . .   [2014-05-06]. （原始内容存档于2011-07-05）.: "Hobbes is the founding father of modern political philosophy. Directly or indirectly, he has set the terms of debate about the fundamentals of political life right into our own times."
58. ↑  Cudd, Ann; Eftekhari, Seena. . Edward N. Zalta  (编).  Winter 2021. Metaphysics Research Lab, Stanford University. 2021  [2022-06-11]. （原始内容存档于2023-01-27）.: "Contractarianism [...] stems from the Hobbesian line of social contract thought"
59. ↑  Rutherford, The Cambridge Companion to Early Modern Philosophy, p. 1: "Most often this [period] has been associated with the achievements of a handful of great thinkers: the so-called 'rationalists'（Descartes, Spinoza, Leibniz）and 'empiricists'（Locke, Berkeley, Hume）, whose inquiries culminate in Kant's 'Critical philosophy.' These canonical figures have been celebrated for the depth and rigor of their treatments of perennial philosophical questions..."
60. ↑  Nadler, A Companion to Early Modern Philosophy, p. 2: "The study of early modern philosophy demands that we pay attention to a wide variety of questions and an expansive pantheon of thinkers: the traditional canonical figures（Descartes, Spinoza, Leibniz, Locke, Berkeley, and Hume）, to be sure, but also a large 'supporting cast'..."
61. ↑  Bruce Kuklick, "Seven Thinkers and How They Grew: Descartes, Spinoza, Leibniz; Locke, Berkeley, Hume; Kant" in Rorty, Schneewind, and Skinner（eds.）, Philosophy in History（Cambridge University Press, 1984）, p. 125: "Literary, philosophical, and historical studies often rely on a notion of what is canonical. In American philosophy scholars go from Jonathan Edwards to John Dewey; in American literature from James Fenimore Cooper to F. Scott Fitzgerald; in political theory from Plato to Hobbes and Locke [...] The texts or authors who fill in the blanks from A to Z in these, and other intellectual traditions, constitute the canon, and there is an accompanying narrative that links text to text or author to author, a 'history of' American literature, economic thought, and so on. The most conventional of such histories are embodied in university courses and the textbooks that accompany them. This essay examines one such course, the History of Modern Philosophy, and the texts that helped to create it. If a philosopher in the United States were asked why the seven people in my title comprise Modern Philosophy, the initial response would be: they were the best, and there are historical and philosophical connections among them."
62. ↑  Rutherford, The Cambridge Companion to Early Modern Philosophy, p. 1.
63. ↑  Kenny, A New History of Western Philosophy, vol. 3, p. xiii.
64. ↑  Nadler, A Companion to Early Modern Philosophy, p. 3.
65. ↑  伊曼努尔·康德. . Prometheus Books. 1990. ISBN 978-0-87975-596-6.
66. 1 2 3  中国大百科全书总编委. . . 中国大百科全书出版社. 2009年3月: 153. ISBN 978-7-5000-7958-3.
67. 1 2 3  卡尔·马克思. . 1847.
68. ↑   Zahavi, Dan (2003), Husserl's Phenomenology, Stanford: Stanford University Press
69. ↑  约翰·麦奎利,存在主义, New York (1972), pages 18–21.
70. ↑  Oxford Companion to Philosophy, ed. Ted Honderich, New York (1995), page 259.
71. ↑  约翰·麦奎利,存在主义, New York (1972), pages 14–15.
72. ↑  .   [2011年3月14日]. （原始内容存档于2011年11月21日）.
73. ↑  罗伯特·所罗门,存在主义（McGraw-Hill, 1974, pages 1–2）
74. ↑  Ernst Breisach, Introduction to Modern Existentialism, New York (1962), page 5
75. ↑  Walter Kaufmann, Existentialism: From Dostoevesky to Sartre, New York (1956) page 12
76. ↑  Matustik, Martin J. . Indiana University Press. 1995. ISBN 978-0-253-20967-2.
77. ↑  Solomon, Robert. . Schocken. 2001. ISBN 978-0-8052-1094-1.
78. ↑  Religious thinkers were among those influenced by Kierkegaard. Christian existentialists include Gabriel Marcel, Nicholas Berdyaev, Miguel de Unamuno, and Karl Jaspers（although he preferred to speak of his "philosophical faith"）. The Jewish philosophers Martin Buber and Lev Shestov have also been associated with existentialism.
79. ↑  克尔凯郭尔. . Penguin Classics. 1986. ISBN 978-0-14-044449-0.
80. ↑  克尔凯郭尔. . 普林斯顿大学出版社. 1992. ISBN 978-0-691-02081-5.
81. . Mirriam-Webster在线字典.   [2014-05-02]. （原始内容存档于2020-11-29）.

- . 台北: 光复书局股份公司. 1992年6月. ISBN 9780717201037.

1. 1 2
2. 1 2 3 4 5
3. 1 2
4. 1 2 3
5. 1 2 3

- . 北京: 中国大百科全书出版社. 1999. ISBN 9781593392925.

1. 1 2 3 4 5 6 7
2. 1 2
3. 1 2
4. 1 2 3 4 5 6 7 8
5. 1 2 3 4 5 6 7 8
6. 1 2 3

- . 1983年典藏版.

1. 1 2 3
2. 1 2 3

- . 北京: 中国大百科全书出版社. 2009年3月. ISBN 978-7-5000-7958-3.

1. 1 2 3 4 5
2. 1 2
3. 1 2 3 4 5
4. 1 2 3

## 扩展阅读
- 艾倫·布洛克, R. B. Woodings, and John Cumming, eds. The Fontana Dictionary of Modern Thinkers, in series, Fontana Original[s]. Hammersmith, Eng.: Fontana Press, 1992, cop. 1983. xxv, 867 p. ISBN 978-0-00-636965-3
- 艾倫·布洛克, and Oliver Stallybrass, jt. eds. The Harper Dictionary of Modern Thought. New York: Harper & Row, 1977. xix, 684 p. N.B.: "First published in England under the title, The Fontana Dictionary of Modern Thought." ISBN 978-0-06-010578-5
- Julia, Didier. Dictionnaire de la philosophie. Responsible éditorial, Emmanuel de Waresquiel; secretariat de rédaction, Joelle Narjollet. [Éd. rev.]. Paris: Larousse, 2006. 301, [1] p. + xvi p. of ill. ISBN 978-2-03-583309-9
- Reese, W. L. Dictionary of Philosophy and Religion: Eastern and Western Thought. Atlantic Highlands, N.J.: Humanities Press, 1980. iv, 644 p. ISBN 978-0-391-00688-1

### 入门
- Appiah, Kwame Anthony. Thinking it Through  – An Introduction to Contemporary Philosophy, 2003, ISBN 978-0-19-513458-2
- Blumenau, Ralph. Philosophy and Living. ISBN 978-0-907845-33-1
- Craig, Edward. Philosophy: A Very Short Introduction. ISBN 978-0-19-285421-6
- Curley, Edwin, A Spinoza Reader, Princeton, 1994, ISBN 978-0-691-00067-1
- Durant, Will, Story of Philosophy: The Lives and Opinions of the World's Greatest Philosophers, Pocket, 1991, ISBN 978-0-671-73916-4
- Harrison-Barbet, Anthony, Mastering Philosophy. ISBN 978-0-333-69343-8
- Higgins, Kathleen M. and Solomon, Robert C. A Short History of Philosophy. ISBN 978-0-19-510196-6
- Philosophy Now magazine
- Russell, Bertrand. The Problems of Philosophy. ISBN 978-0-19-511552-9
- Sinclair, Alistair J. What is Philosophy? An Introduction, 2008, ISBN 978-1-903765-94-4
- Sober, Elliott.（2001）. Core Questions in Philosophy: A Text with Readings. Upper Saddle River, Prentice Hall. ISBN 978-0-13-189869-1
- Solomon, Robert C. Big Questions: A Short Introduction to Philosophy. ISBN 978-0-534-16708-0
- Warburton, Nigel. Philosophy: The Basics. ISBN 978-0-415-14694-4
- Think: philosophy for everyone （页面存档备份，存于） Lively and accessible articles written by philosophers pre-eminent in their fields, for a broad audience. Free articles are available online.
- Gerald Rochelle  （页面存档备份，存于） Doing Philosophy, 2012, ISBN 978-1-78046-004-8

### 专题介绍
- Copleston, Frederick. Philosophy in Russia: From Herzen to Lenin and Berdyaev. ISBN 978-0-268-01569-5
- Critchley, Simon. Continental Philosophy: A Very Short Introduction. ISBN 978-0-19-285359-2
- Hamilton, Sue. Indian Philosophy: a Very Short Introduction. ISBN 978-0-19-285374-5
- Harwood, Sterling, ed., Business as Ethical and Business as Usual（Belmont, CA: Wadsworth Publishing Co., 2000）; www.sterlingharwood.com
- Imbo, Samuel Oluoch. '3'An Introduction to African Philosophy. ISBN 978-0-8476-8841-8
- Knight, Kelvin. Aristotelian Philosophy: Ethics and Politics from Aristotle to MacIntyre. ISBN 978-0-7456-1977-4
- Kupperman, Joel J. Classic Asian Philosophy: A Guide to the Essential Texts. ISBN 978-0-19-513335-6
- Leaman, Oliver. A Brief Introduction to Islamic Philosophy. ISBN 978-0-7456-1960-6
- Lee, Joe and Powell, Jim. Eastern Philosophy For Beginners. ISBN 978-0-86316-282-4
- Nagel, Thomas. What Does It All Mean? A Very Short Introduction to Philosophy. ISBN 978-0-19-505292-3
- Scruton, Roger. A Short History of Modern Philosophy. ISBN 978-0-415-26763-2
- Smart, Ninian. World Philosophies. ISBN 978-0-415-22852-7
- Tarnas, Richard. The Passion of the Western Mind: Understanding the Ideas That Have Shaped Our World View. ISBN 978-0-345-36809-6

### 选集
- Classics of Philosophy（Vols. 1 & 2, 2nd edition）by Louis P. Pojman
- Classics of Philosophy: The 20th Century（Vol. 3）by Louis P. Pojman
- The English Philosophers from Bacon to Mill by Edwin Arthur
- European Philosophers from Descartes to Nietzsche by Monroe Beardsley
- Contemporary Analytic Philosophy: Core Readings by James Baillie
- Existentialism: Basic Writings (Second Edition) by Charles Guignon, Derk Pereboom
- The Phenomenology Reader by Dermot Moran, Timothy Mooney
- Medieval Islamic Philosophical Writings edited by Muhammad Ali Khalidi
- A Source Book in Indian Philosophy by Sarvepalli Radhakrishnan, Charles A. Moore
- A Source Book in Chinese Philosophy by 陈荣捷著
- Kim, J. and Ernest Sosa, Ed.（1999）. Metaphysics: An Anthology. Blackwell Philosophy Anthologies. Oxford, Blackwell Publishers Ltd.
- The Oxford Handbook of Free Will（2004）edited by Robert Kane
- Husserl, Edmund and Donn Welton (1999). The Essential Husserl: Basic Writings in Transcendental Phenomenology, Indiana University Press. ISBN 978-0-253-21273-3
- Cottingham, John. Western Philosophy: An Anthology. 2nd ed. Malden, MA: Blackwell Pub., 2008. Print. Blackwell Philosophy Anthologies.